# IPhone 3GS
L'iPhone 3GS és un telèfon intel·ligent de gamma alta presentat com la tercera generació d'iPhone, successor de l'iPhone 3G, i anunciat el 8 de juny de 2009 en la WWDC 2009 en San Francisco.
Incloïa millores de rendiment, una càmera amb millor resolució i capacitat de vídeo, control per veu, i suport per 7.2 Mbit/s HSDPA.
Va ser llançat el 19 de juny de 2009 als Estats Units, Canadà i 6 països d'Europa. El 26 de juny a Austràlia, Regne Unit i Japó, i la resta del món al juliol i agost.
L'iPhone 3GS usa el sistema operatiu iOS d'Apple, usat també en l'iPad i iPod Touch. És controlat amb gestos tàctils. El seu successor és l'iPhone 4, i va ser discontinuat del mercat en 2012 amb el llançament de l'iPhone 4.

## Història
En el seu primer cap de setmana d'aparició, es van vendre poc més d'un milió de dispositius. L'iPhone 3GS va marcar un canvi important en la potència del telèfon, en incloure un processador ARM Cortex A8, amb el que va augmentar la seva eficàcia als 600 MHz i a una memòria RAM de 256 MB. Amb aquest terminal, Apple pràcticament va doblegar les possibilitats del model anterior, evolució que després aniria aplicant en els nous llançaments.
L'iPhone també es va enfortir en la capacitat, sumant l'opció dels 32 GB d'emmagatzematge, a causa que la quantitat de continguts i aplicacions continuaven en un creixement sostingut.
Per primera vegada millora la càmera de fotos, entenent que aquesta característica s'aniria tornant cada vegada més popular entre els usuaris que compartien les seves imatges en diferents xarxes socials, que van començar a reemplaçar l'ús de la càmera de fotos per la de l'iPhone. La resolució va augmentar als 3,2 megapíxeles i també es va incorporar la possibilitat de gravar videos en definició estàndard (480p).
Les aplicacions vinculades al GPS van ser perfeccionades: a part d'augmentar la precisió per situar a l'usuari, la brúixola digital que se li va sumar al programari permet veure el mapa sempre en l'orientació que s'està enfrontant. A això se sumen millores en la possibilitat d'obtenir instruccions passo a pas, adreces exactes, actualitzacions de tràfic en les urbs i canviar la forma de visualització dels mapes, ja sigui en vista usual, de satèl·lit o híbrida.

## Característiques
Les noves característiques de l'iPhone 3GS eren primordialment canvis en la velocitat del dispositiu, per això es va usar el mateix nom que el seu antecessor, iPhone 3G, amb una "S" al final, que significa "Speed", és a dir, velocitat.

### Pantalla
La pantalla LCD en el dispositiu és creada per Apple. És una pantalla capacitiva tàctil, amb una densitat de píxels de 163 ppi en 3.5 polzades (8.9 centímetres) i amb una resolució de 480x320 px. Suporta emulació de color de 24 bits, per tenir millor color. Inclou recobriment oleófug per evitar taques dels dits. Suporta gestos multitáctiles.

### Càmera
L'iPhone 3GS inclou una càmera millorada de 3.2 megapíxeles, creada per OmniVision. A més, compta amb acte enfoqui, balanç de blancs, captura de vídeo en qualitat VGA i enfocament manual.
A partir de iOS 4 té un zoom digital de 5X, i a partir de iOS 5, capacitat de col·locar quadrícula.

### Processador i memòria RAM
Aquest iPhone té un xip Samsung APL0298C05, creat per Samsung. Té un SoC en el ARM Cortex A8 "underclockeat" de 600 MHz (en realitat, és capaç d'arribar als 833 Mhz). Quant a gràfics, té una PowerVR SGX 535 GPU.
A més, té 256 MB de DRAM, el doble que l'iPhone 3G, per la qual cosa va tenir millor rendiment, i a partir de iOS 4, multitarea.
Apple sempre va presumir que el seu iPhone 3GS és fins a 2 vegades més ràpid que el seu predecessor.

### Capacitat d'emmagatzematge
A diferència dels models anteriors, aquest iPhone incloïa una nova versió de 32 GB. Va estar limitada per menys d'un any. A la sortida de l'iPhone 4 es van deixar de produir els models de 16 i 32 GB, obligant a comprar un iPhone 4, o un 3GS amb 8 GB d'emmagatzematge.

### Bateria
L'iPhone 3GS té una bateria recarregable de 3.7 V amb 1219 mAh d'ió de liti.
Apple diu que el 3GS pot tenir fins a deu hores de vídeo, 12 hores de navegació per Wi-Fi, 9 hores navegant amb xarxa EDGE, o 5 amb xarxa 3G, a més de 30 hores de música i 300 hores en manera d'espera.

### Magnetòmetre
L'iPhone 3GS té un magnetòmetre integrat, que és usat per marcar l'adreça i posició del dispositiu. Moltes vegades els senyals de radi interfereixen amb ell i per recuperar-ho cal fer una figura semblant a un 8 amb l'iPhone. A més, és el primer dispositiu iOS a tenir una brúixola de fàbrica.

### Control per Veu
El control per veu va ser introduït com a característica exclusiva d'aquest iPhone i pot controlar el telèfon, música, genius, etc. S'activa mantenint el botó d'inici per un curt temps. L'eina va tenir la seva última actualització amb iOS 4, on se li va agregar la possibilitat d'activar FaceTime, exclusivament en l'iPhone 4. A poc a poc ha quedat desfasada, i ha estat reemplaçada per Siri, encara que només en l'iPhone 4S o posteriors. El 3GS i 4 conserven el control per veu, sense possibilitat de Siri (és possible aconseguir-ho mitjançant el Jailbreak en tots dos dispositius).

### Eines d'accessibilitat
L'iPhone 3GS va incloure VoiceOver, inversió de colors i zoom de text. VoiceOver és una característica que dicta la majoria dels textos de l'iPhone. La inversió de colors, augmentant el contrast, i el zoom de text permet augmentar la grandària del text en cas de tenir problemes de visió. Totes aquestes característiques van ser exclusives de l'iPhone 3GS.

## Disseny

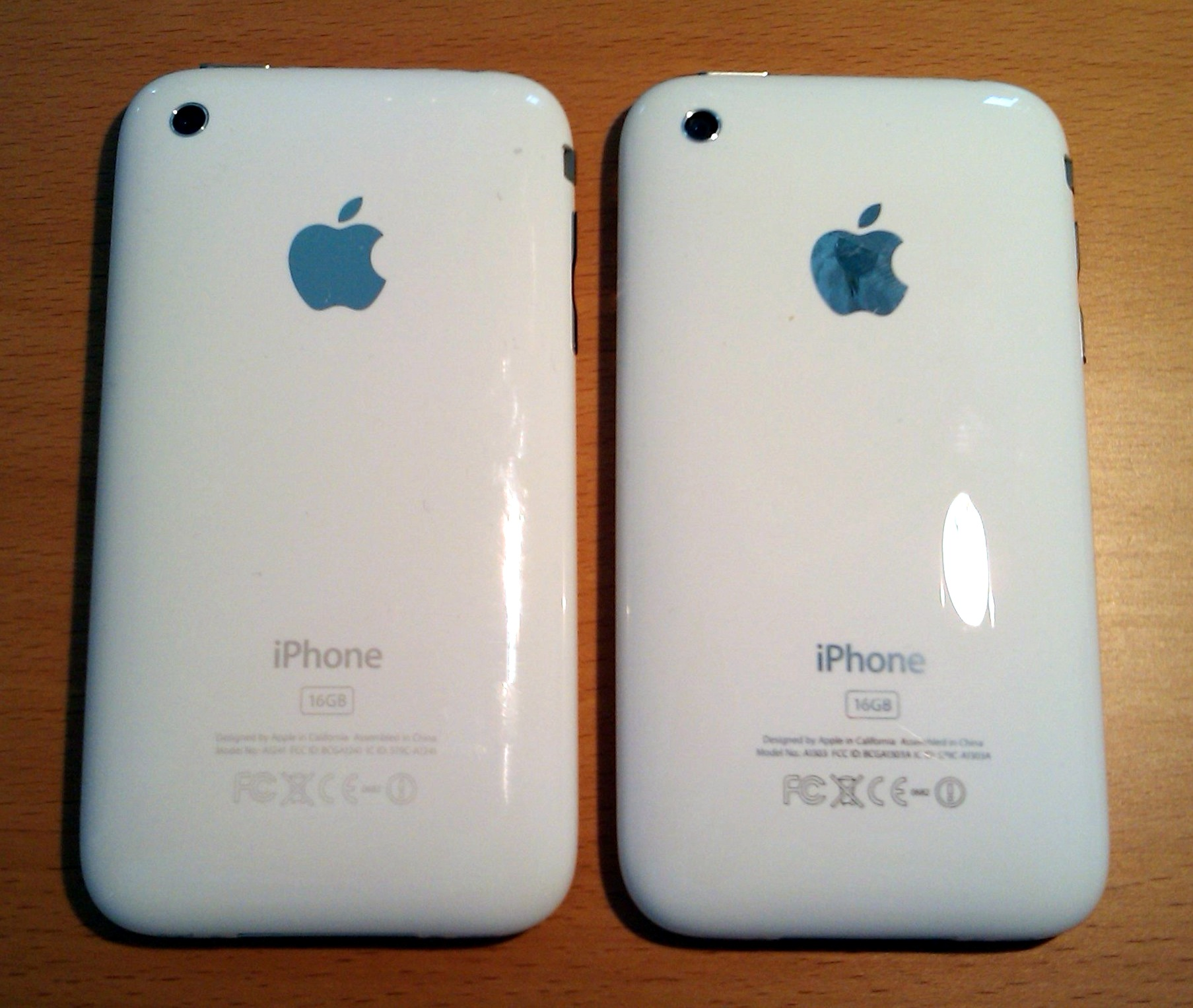
L'iPhone 3G és el de l'esquerra, el 3GS el de la dreta. L'única manera de diferenciar els dispositius mitjançant el físic és per les lletres d'a baix. En l'iPhone 3G són grises mentre que en l'iPhone 3GS són platejates.

És idèntic al seu predecessor, excepte per les lletres. L'iPhone 3GS de 8 GB no diu gens en la part posterior, mentre que els models de 16 i 32 GB ho indiquen.

## Recepció
Les ressenyes de l'iPhone 3GS s'han generalitzat cap a favorable. Walter Mossberg en "The Wall Street Journal" va descobrir que les noves característiques que el dispositiu inclou creen un producte millor, però per a molts usuaris el programari no aprofita del tot la capacitat del dispositiu., coses que se solucionarien en iOS 4 com el fons de pantalla i multitasca, iOS 5 amb millores en la càmera i integració amb iCloud mentre que en iOS 6 compartir fotos en Streaming. Mentre que Engadget va dir "L'enregistrament de vídeo, la brúixola, i la velocitat ens obliguen a adquirir-ho".
Ha tingut molt bones crítiques. CNET li va donar a l'iPhone 3GS una qualificació de 4/5 estels, citant millores en la vida de la bateria, velocitat i rendiment. Engadget va elogiar les millores de rendiment.

## Problemes

### Sobrecalientament
Poc després del llançament de l'iPhone 3GS, molts usuaris van informar problemes de sobrecalentament en el dispositiu quan se li donava un gran ús. Uns altres van notar decoloració en el dispositiu color blanc, quan s'escalfava. Algunes vegades arribaven a explotar.
Apple recomana no deixar l'iPhone en el cotxe en un dia calorós, així com protegir-ho directament de la llum del sol, i assegura que és normal que el dispositiu estigui calent. De totes maneres, si s'arriba a escalfar massa el telèfon només deixa fer trucades d'emergència.
A partir d'aquest moment es va anotar això en les especificacions de l'iPhone en els altres països que va ser alliberat.

## Suport continuat

### iOS 4
Aquesta versió va ser molt important per a tot l'ecosistema de dispositius mòbils d'Apple. Gràcies a aquesta actualització, l'iPhone 3GS va poder aprofitar més el seu potencial: fons de pantalla, multitasca, zoom digital, étc.
Malgrat les diferències amb l'iPhone 4 respecte al disseny, l'iPhone 3GS només es va quedar fora de FaceTime, tenint la resta de les característiques.
La manca de FaceTime es pot solucionar amb programes de Videotrucades, entre ells, Skype, Facebook i uns altres.

### iOS 5
Amb la sortida de l'iPhone 4S, el 3GS va ser ofert com a "gratuït" al novembre de 2011, quan AT&T va alliberar un preu de 99 centaus nord-americans sense cap explicació.
El preu de 99 centaus era únicament disponible amb un contracte de dos anys amb AT&T, i 3 anys amb Telus, Rogers, Bell i Fido al Canadà.
Es pensava que aquesta seria l'última actualització per l'iPhone 3GS, seguint la seqüència de descontinuación dels anteriors dispositius iOS, però això no va anar així. Cosa que l'iPod Touch de tercera generació sí que va sofrir, malgrat tenir les mateixes característiques de potència i alliberats el mateix any

### iOS 6
El 12 de setembre de 2012, Apple va anunciar que no seguiria venent l'iPhone 3GS. Malgrat això, seria compatible amb iOS 6.
Apple ha decidit donar més suport a l'iPhone 3GS del que li està donant a l'iPhone 4. Mentre que el 3GS va obtenir la majoria de les millores de 3 versions de iOS (3, 4 i 5), l'iPhone 4 va obtenir gairebé totes les millores de només 2 versions de iOS (4 i 5), i tots dos un suport parcial en iOS 6. Això s'atribueix al relativament gran augment de rendiment de l'iPhone 3GS enfront de les seves generacions passades.
Malgrat que inicialment la seva versió final seria iOS 6.1.3, Apple va continuar actualitzant aquest dispositiu únicament en aspectes de seguretat, sent iOS 6.1.6 l'última versió que pot instal·lar-se en aquest iPhone, juntament amb l'iPod Touch (4ta generació), corregint un problema dels certificats (goto fail) en Safari.
Aquesta és l'última gran actualització per l'iPhone 3GS i l'iPod Touch de 4a. generació.

### iOS 7
El 10 de juny de 2013, Apple va anunciar que l'iPhone 3GS, igual que l'iPod Touch 4, no rebrà iOS 7, acabant el cicle de vida de tots dos dispositius quan la nova versió va aparèixer al públic.
No obstant això, en un nou comunicat d'Apple, ha anunciat que aquests dos dispositius tindran la nova possibilitat d'instal·lar versions anteriors d'aplicacions, doncs de no fer-ho, perdrien l'accés al 52% de les aplicacions
Malgrat no poder rebre iOS 7, Apple va continuar actualitzant de forma periòdica l'iPhone 3GS per solucionar els mateixos errors que hi havia en la versió més moderna, fins a l'arribada de iOS 8, marcant el final del suport tècnic de l'iPhone 3GS el 17 de setembre de 2014, 5 anys i 3 mesos després del seu llançament.
L'iPhone 3GS ha estat el primer dispositiu iOS, seguit de l'iPhone 4, a tenir 4 versions majors del sistema (iPhone OS 3, iOS 4, 5 i 6), i el primer a seguir rebent actualitzacions de seguretat 5 anys després del seu llançament, per la qual cosa va anar l'iPhone més longeu de la història fins a setembre de 2015 quan l'iPhone 4S trencaria aquest rècord, tenint 5 versions majors del sistema (iOS 5, 6, 7, 8 i 9)

## Cronologia dels models
Fonts: Biblioteca comunicat de premsa d'Apple